# 葉かげのつどい
葉かげのつどい（はかげのつどい）とは、東京都練馬区で子どもたちのために行われる行事。主に夏休み期間中に区立小学校を会場にし、小学校のPTA、地域住民、学校関係者などの協力で開催される。

## 起こり
戦後まだ間もなく娯楽の少ない時代に、夏休みの子どもたちにひとときの楽しみを与えようという目的で開始された。当初の名称は「巡回緑陰子ども会」で、区内の広場などを巡回するかたちで行政と地域の子ども会役員、学校関係者により実施された。

## 名称
学校により「葉かげの集い」「葉かげのつどい」「はかげのつどい」など、表記が異なる。また、必ずしも夏に開催されるものではなくなったことから「○○小まつり」などにかえているところもある。